# Danh sách tập của Siêu trí tuệ Trung Quốc (mùa 7)
Dưới đây là danh sách các tập của chương trình Siêu trí tuệ (Trung Quốc) mùa 7 được phát sóng năm 2020.

## Vòng 1 - Xếp thứ hạng
77 tuyển thủ lần lượt đi vào thông đạo vinh danh. Các tuyển thủ khác căn cứ vào lý lịch của tuyển thủ đang đi vào thông đạo để tiến hành so sánh với thực lực của mình. Nếu tuyển thủ cho rằng bản thân có thể đánh bại anh ta thì chọn "Ta mạnh", ngược lại thì chọn "Ngươi mạnh" ở trên điện thoại. Tuyển thủ đi qua thông đạo sẽ nhận kết quả bỏ phiếu, giữa hai khu vực: Khu cường giả và khu tập kết cho người phổ thông, chọn một khu vực và đến ngồi vào khu vực đó.
Sau khi qua thông đạo, khu cường giả có 38 tuyển thủ, khu tập kết có 39 tuyển thủ.
Tiếp theo, các tuyển thủ sẽ phải vượt qua thử thách để tranh vào các thứ hạng S, A, B, C. Sau đó, thông qua các trận đấu hủy diệt hạng để tìm ra 12 thí sinh mạnh nhất tạo thành 4 đội. Trong đó, 4 tuyển thủ hạng S sẽ là đội trưởng của mỗi đội.

### Tập 1 - 5
| Chú giải | Thắng | Thua | Bị loại |

| Phần thi / Tuyển thủ | Phần thi / Tuyển thủ | Thử thách                           | Mô tả | Áp lực tăng thêm |
| --- | --- | ----------------------------------- | --- | --- |
| 1. Chọn 4 thành viên hạng S 3 tuyển thủ có số phiếu cao nhất trong khu cường giả và 3 tuyển thủ có số điểm cao nhất trong bài kiểm tra đầu vào tham gia thử thách. Kết quả: 4 tuyển thủ vào hạng S là Triệu Kim Hạo, Hoàng Minh Duệ, Vương Tâm Nhiễm, Tống Giai Xương.         | 1. Chọn 4 thành viên hạng S 3 tuyển thủ có số phiếu cao nhất trong khu cường giả và 3 tuyển thủ có số điểm cao nhất trong bài kiểm tra đầu vào tham gia thử thách. Kết quả: 4 tuyển thủ vào hạng S là Triệu Kim Hạo, Hoàng Minh Duệ, Vương Tâm Nhiễm, Tống Giai Xương. | Nữ Oa vá trời                       | Trên sân khấu sẽ bố trí các mảnh ghép trên không trung trong đó có 50 chỗ khuyết. Tuyển thủ sẽ nhận một khối lập phương, mỗi mặt có một hệ tinh cầu khác nhau. Tuyển thủ cần ở trong não triển khai khối lập phương cố hết sức lấp đầy các chỗ trống trên không trung trong vòng 100 phút. Cuối cùng sẽ dựa vào số vị trí chính xác tiến hành xếp hạng. Thứ tự xếp hạng ưu tiên theo số đáp án đúng, tỉ lệ đáp đúng (số đáp án đúng chia cho tổng số đáp án đã nộp), thời gian trả lời tính đến đáp án được nộp cuối cùng. | Cứ nộp một đáp án, đồng hồ sẽ tăng tốc độ chạy cho đến khi hết thời gian. |
| 2. Đấu loại (Loại 8 tuyển thủ) | 2. Đấu loại (Loại 8 tuyển thủ) | Lập phương Lỗ Ban                   | Bảy khối hình có hình dạng bất quy tắc ghép chính xác vào khối đề cho trước tạo thành khối lập phương 3 × 3 × 3 hoàn chỉnh. Dựa vào thời gian hoàn thành sẽ tiến hành xếp hạng. | Không |
| 3. Khiêu chiến hạng S Tuyển thủ xếp hạng 1 ở thử thách trước được đặc cách khiêu chiến 1 tuyển thủ hạng S | |                                     | | |
| Lâu Vân Hạo | Tống Giai Xương | Mê bàn dị hình                      | Tuyển thủ trượt các con số trên chiếc khung có sẵn sao cho các con số nổi và chìm có cùng vị trí với nhau. Người hoàn thành trước sẽ thắng. | Thử thách không cho sẵn thời gian. Tuyển thủ cần tự tích lũy thời gian thông qua Ghép hình xoay tròn: Trong hình vuông cho sẵn phân bố lẫn lộn các ô với 4 màu sắc đỏ, vàng, lục, lam. Giữa mỗi 4 màu bố trí một nút xoay. Khi nhấn nút xoay, 4 ô màu liền kề sẽ xoay một góc 90° theo chiều kim đồng hồ. Tuyển thủ thông qua các nút xoay, tiến hành phân bố các màu sắc cho giống hình mục tiêu. Có hai cấp độ, hoàn thành cấp độ 4 x 4 tích lũy 15 giây, hoàn thành cấp độ 6 x 6 tích lũy 50 giây. Sau khi cảm thấy tích lũy đủ thời gian, tuyển thủ bắt đầu thực hiện thử thách chính. Trong khi thực hiện thử thách chính, nếu cảm thấy không đủ thời gian, tuyển thủ có thể quay lại thực hiện Ghép hình xoay tròn để tích lũy thời gian (khi đó phần thời gian chưa sử dụng trước đó sẽ bị mất). |
| 4. Thi đấu chọn hạng C 52 tuyển thủ thi đấu lấy 24 tuyển thủ cuối cùng ở hạng C, 28 tuyển thủ hoàn thành trước tiếp tục khiêu chiến các hạng cao hơn. | 4. Thi đấu chọn hạng C 52 tuyển thủ thi đấu lấy 24 tuyển thủ cuối cùng ở hạng C, 28 tuyển thủ hoàn thành trước tiếp tục khiêu chiến các hạng cao hơn. | Cây xoắn ốc Fibonacci               | Mỗi tuyển thủ có một cây thông Fibonaci có thể xếp thành hai chiếc mặt nạ khác nhau. Tuyển thủ quan sát các thông tin rời rạc trên mỗi que gỗ rồi trong những chiếc mặt nạ giống nhau tìm ra chính xác hai chiếc mặt nạ in trên cây thông đó. Tuyển thủ đáp sai lần đầu bị phạt 30 giây, các lần sau phạt thêm 10 giây. | Không có |
| 5. Khiêu chiến hạng S Tuyển thủ xếp hạng 1 trong thử thách trên được đặc cách khiêu chiến 1 tuyển thủ hạng S. | |                                     | | |
| Trương Tiển Nguyệt | Vương Tâm Nhiễm | Mô hắc hiệu vị                      | 25 quả cầu gồm 5 màu sắc khác nhau sắp xếp ngẫu nhiên. Thí sinh thông qua thời gian giới hạn tiến hành ghi nhớ vị trí. Sau đó, tất cả quả cầu bị ẩn màu. Thí sinh di chuyển một hàng hay một cột nào đó làm cho màu sắc 5 quả cầu ở các hàng và cột giống nhau thì được tính là thành công. Mỗi đề có 3 cơ hội nộp đáp án. Trong khoảng thời gian 30 phút, người đáp đúng nhiều hơn sẽ thắng. Nếu tỷ số hòa, trận đấu sẽ dùng quy tắc bàn thắng vàng để xác định thắng thua. | Thời gian tăng nhanh gấp đôi: Thời gian đếm ngược ban đầu ở tốc độ nhanh gấp 2 lần bình thường. Đáp đúng đề thứ nhất, thời gian hồi phục tốc độ bình thường. Đáp sai tốc độ vẫn là gấp đôi bình thường. Thử thách kết thúc khi thời gian về 0. |
| 6. Thi đấu chọn hạng A, B 28 tuyển thủ, trong đó 12 tuyển thủ hoàn thành đầu tiên sẽ ở hạng A, 16 tuyển thủ còn lại sẽ ở hạng B. | 6. Thi đấu chọn hạng A, B 28 tuyển thủ, trong đó 12 tuyển thủ hoàn thành đầu tiên sẽ ở hạng A, 16 tuyển thủ còn lại sẽ ở hạng B. | Quang điểm ánh tượng                | 200 đèn cảm ứng tổ hợp tạo thành tổ hợp trận đèn có 56 điểm đèn ở vòng ngoài cùng được đánh số. Mỗi đèn này lần lượt được bật sáng, khi đó một số đèn khác bên trong cũng sáng theo, tạo thành 1 tổ hợp. Mỗi tổ hợp được bật sáng trong 10 giây, sau đó sẽ bật tổ hợp kế tiếp và cứ tuần hoàn như vậy. Sau đó trên màn hình sân khấu xuất hiện 3 hình ảnh trận đèn mục tiêu (mỗi một hình mục tiêu gồm 6 tổ hợp kết hợp với nhau theo quy tắc: đèn thuộc chẵn tổ hợp bị tắt, đèn thuộc lẻ tổ hợp được bật sáng). Tuyển thủ cần trong đầu suy luận ra tất cả các tổ hợp tạo thành mỗi hình mục tiêu. Hoàn thành đúng 2 ảnh mục tiêu coi như thành công. Mỗi mã số trả lời sai sẽ bị phạt 2 phút. | Không |
| 7. Khiêu chiến hạng S Tuyển thủ xếp hạng 1 trong thử thách trên được đặc cách khiêu chiến 1 tuyển thủ hạng S. | |                                     | | |
| Vương Tâm Nhiễm | Triệu Kim Hạo | 3 chiều 1 đường                     | Một hình do nhiều Khối lập phương tạo thành một Khối đa diện. Thí sinh cần trong đầu liên kết ra một tuyến đường trong phạm vi số bước chỉ định có thể thông qua mỗi một khối lập phương ít nhất một đường dẫn khép kín với một cạnh. Bản thân tuyến đường không được trùng lặp, giao nhau. Sau cùng trong không gian ba chiều tương ứng lấy tọa độ trong giới hạn thời gian 30 phút. Thí sinh tìm ra nhiều hơn giành chiến thắng. | Thời gian chân không Trừ hiệu lệnh bắt đầu trận đấu, tuyển thủ không được biết thời gian còn lại của trận đấu dưới mọi hình thức. Nếu như vượt quá thời gian mà tuyển thủ chưa kết thúc thì điểm số trở về 0. |
| 8. Thi đấu hủy diệt hạng C 24 tuyển thủ, trong đó 6 tuyển thủ hoàn thành được ở lại, 18 tuyển thủ còn lại sẽ bị loại. | 8. Thi đấu hủy diệt hạng C 24 tuyển thủ, trong đó 6 tuyển thủ hoàn thành được ở lại, 18 tuyển thủ còn lại sẽ bị loại. | Viên hình chi mỹ                    | 80 bức tranh được vẽ bằng các hình tròn tùy ý theo phương pháp Đại số Boole (bắt đầu từ những đường tròn vẽ chồng lên nhau trong cùng một mặt phẳng rồi tô màu các phần được tạo ra bởi chúng). Mỗi thí sinh nhận được 2 hình mẫu, thông qua quan sát, suy luận tìm ra bức tranh chứa hình mẫu, sau đó tô màu cho các phần hình tròn trong bức tranh tìm được cho đúng ảnh mục tiêu. Đúng cả 2 hình ảnh mục tiêu coi như thành công. Mỗi lần đáp sai (bất kể số đáp án đúng) bị phạt 30 giây. | Không có |
| 9. Khiêu chiến hạng S, A, B 6 tuyển thủ hoàn thành phần thi trên có 10 phút để thiết lập các cặp đấu với các hạng cao hơn (thể thức đấu 1 vs 1, người thắng được giữ hạng cao hơn, người thua lập tức bị loại). - Hạng B: 3 trận đấu - Hạng A: 2 trận đấu - Hạng S: 1 trận đấu | |                                     | | |
| Thí sinh khiêu chiến | Thí sinh tiếp nhận thách đấu (Hạng B) | Thử thách                           | Mô tả | Áp lực tăng thêm |
| Phan Tử Hoành | Hà Mân Triết | Bách chuyển phiến biện              | 25 cột đứng, mỗi cột có 4 cái quạt giấy. Mỗi 2 cái quạt thành 1 cặp, tổng cộng có 50 cặp chuyển động tuần hoàn. Thí sinh nhận được biểu đồ gồm 4 đồ thị thể hiện diện tích thay đổi của 1 cặp quạt nào đó trong 10 giây (gồm diện tích mỗi quạt, diện tích nhìn thấy của cả hai quạt, diện tích các quạt che lấp nhau). Thí sinh quan sát biểu đồ và thông qua tính toán tìm ra cặp quạt tương ứng. Trả lời sai bị phạt 30 giây. Nếu trong thời gian quy định không tìm ra đáp án, hệ thống sẽ đổi đề. Tuyển thủ cần trả lời đúng 2 đề mới được tính là thành công. | Không có |
| Cố Gia Kỳ | Đới Ninh | Bách chuyển phiến biện              | 25 cột đứng, mỗi cột có 4 cái quạt giấy. Mỗi 2 cái quạt thành 1 cặp, tổng cộng có 50 cặp chuyển động tuần hoàn. Thí sinh nhận được biểu đồ gồm 4 đồ thị thể hiện diện tích thay đổi của 1 cặp quạt nào đó trong 10 giây (gồm diện tích mỗi quạt, diện tích nhìn thấy của cả hai quạt, diện tích các quạt che lấp nhau). Thí sinh quan sát biểu đồ và thông qua tính toán tìm ra cặp quạt tương ứng. Trả lời sai bị phạt 30 giây. Nếu trong thời gian quy định không tìm ra đáp án, hệ thống sẽ đổi đề. Tuyển thủ cần trả lời đúng 2 đề mới được tính là thành công. | Không có |
| Thịnh Điềm Tử | Hứa Bác Viễn | Bách chuyển phiến biện              | 25 cột đứng, mỗi cột có 4 cái quạt giấy. Mỗi 2 cái quạt thành 1 cặp, tổng cộng có 50 cặp chuyển động tuần hoàn. Thí sinh nhận được biểu đồ gồm 4 đồ thị thể hiện diện tích thay đổi của 1 cặp quạt nào đó trong 10 giây (gồm diện tích mỗi quạt, diện tích nhìn thấy của cả hai quạt, diện tích các quạt che lấp nhau). Thí sinh quan sát biểu đồ và thông qua tính toán tìm ra cặp quạt tương ứng. Trả lời sai bị phạt 30 giây. Nếu trong thời gian quy định không tìm ra đáp án, hệ thống sẽ đổi đề. Tuyển thủ cần trả lời đúng 2 đề mới được tính là thành công. | Không có |
| Thí sinh khiêu chiến | Thí sinh tiếp nhận thách đấu (Hạng A) | Thử thách                           | Mô tả | Áp lực tăng thêm |
| Dương Dật | Cao Thiên Khởi | Hải thị thần lâu (ảo tượng lâu đài) | Trong mặt đĩa hình tròn trống có 1 nguồn sáng cố định. Thí sinh cần dựa vào hình mục tiêu chọn trong 20 chữ cái to nhỏ khác nhau, lắp ráp 12 chữ cái đặt vào trong đĩa, sử dụng phần bóng ảnh tạo thành hình ảnh mục tiêu. Ưu tiên tỷ lệ chính xác, nếu tỷ lệ chính xác ngang nhau, ai dùng ít thời gian hơn sẽ chiến thắng. | Sau khi một bên hoàn thành, bên còn lại chỉ còn 5 phút để hoàn thành thử thách. |
| Phan Hoa Long | Trần Tiểu Kiều | Hải thị thần lâu (ảo tượng lâu đài) | Trong mặt đĩa hình tròn trống có 1 nguồn sáng cố định. Thí sinh cần dựa vào hình mục tiêu chọn trong 20 chữ cái to nhỏ khác nhau, lắp ráp 12 chữ cái đặt vào trong đĩa, sử dụng phần bóng ảnh tạo thành hình ảnh mục tiêu. Ưu tiên tỷ lệ chính xác, nếu tỷ lệ chính xác ngang nhau, ai dùng ít thời gian hơn sẽ chiến thắng. | Sau khi một bên hoàn thành, bên còn lại chỉ còn 5 phút để hoàn thành thử thách. |
| Thí sinh khiêu chiến | Thí sinh tiếp nhận thách đấu (Hạng S) | Thử thách                           | Mô tả | Áp lực tăng thêm |
| Lý Bồi Thạc | Hoàng Minh Duệ | Lập phương kỵ sỹ                    | Trên mặt khối lập phương 8 × 8 × 8 phân bố các điểm mà con mã sẽ đi qua. Thí sinh phải tuân thủ quy tắc đi của quân mã trong cờ vua bắt đầu từ điểm đầu (màu đỏ) đi qua tất cả các điểm dọc đường và cuối cùng đi đến điểm đích (màu xanh). | Có 5 đề, trong đó chỉ có 2 đề có cách giải. Nếu chọn nhầm đề không có cách giải muốn thay đổi thì bị phạt 30 giây. Thí sinh hoàn thành 2 đề trước sẽ chiến thắng. |
| 10. Thi đấu hủy diệt hạng B 16 tuyển thủ, trong đó 3 tuyển thủ hoàn thành được ở lại, 13 tuyển thủ còn lại sẽ bị loại. | 10. Thi đấu hủy diệt hạng B 16 tuyển thủ, trong đó 3 tuyển thủ hoàn thành được ở lại, 13 tuyển thủ còn lại sẽ bị loại. | Huyễn tự lập phương                 | Một khối pha lê lập phương được bao phủ bởi các nét chữ được quan sát từ trên xuống dưới, từ trước đến sau, từ trái sang phải có thể tạo thành ba chữ Hánkhác nhau. Mỗi khối được chia làm 8 mảnh. Tuyển thủ cần trong phần thi từ 128 mảnh như vậy tìm ra những mảnh vỡ có thể khôi phục được theo quy tắc bảng từ. Có 8 cơ hội nộp đáp án. | Không |
| 11. Khiêu chiến hạng S, A 3 tuyển thủ hoàn thành phần thi trên có 10 phút để thiết lập các cặp đấu với các hạng cao hơn (thể thức đấu 1 vs 1, người thắng thế chỗ người thua, người thua lập tức bị loại). - Hạng A: 2 trận đấu - Hạng S: 1 trận đấu                           | |                                     | | |
| Thí sinh khiêu chiến | Thí sinh tiếp nhận thách đấu (Hạng A) | Thử thách                           | Mô tả | Áp lực tăng thêm |
| Đoạn Vũ Phi | Lưu Gia Việt | Xếp hình Kim tự tháp                | Mỗi thí sinh nhận được mặt đáy Kim tự tháp và 19 miếng ghép. Chỉ có duy nhất một cách ghép lại thành Kim tự tháp hoàn chỉnh. Người ghép xong trước Kim tự tháp hoàn chỉnh sẽ chiến thắng | Khi 1 tuyển thủ đã bấm nút hoàn thành, phần đế của tuyển thủ còn lại bị rơi xuống dưới bàn và không thể lấy được nữa. Nếu như đã bấm nút hoàn thành mà ghép sai, thí sinh còn lại chiến thắng. |
| Hứa Bác Viễn | Dương Dật | Xếp hình Kim tự tháp                | Mỗi thí sinh nhận được mặt đáy Kim tự tháp và 19 miếng ghép. Chỉ có duy nhất một cách ghép lại thành Kim tự tháp hoàn chỉnh. Người ghép xong trước Kim tự tháp hoàn chỉnh sẽ chiến thắng | Khi 1 tuyển thủ đã bấm nút hoàn thành, phần đế của tuyển thủ còn lại bị rơi xuống dưới bàn và không thể lấy được nữa. Nếu như đã bấm nút hoàn thành mà ghép sai, thí sinh còn lại chiến thắng. |
| Thí sinh khiêu chiến | Thí sinh tiếp nhận thách đấu (Hạng S) | Thử thách                           | Mô tả | Áp lực tăng thêm |
| Trương Tiếu Hàn | Lâu Vân Hạo | Hắc bạch điệt đại                   | Trên mặt phẳng trắng, mỗi khi bấm vào một điểm, điểm được bấm và bốn ô xung quanh theo hàng ngang và cột dọc điểm đó sẽ đổi thành màu đen. Nếu như xung quanh đã có điểm đổi màu, nếu vẫn bấm vào điểm đó thì sẽ đổi lại màu trắng. Trong thời gian 3 phút, thí sinh nhớ hình ảnh mục tiêu và tìm cách bấm lại y hệt trên mặt phẳng trắng cho mỗi đề. | Quyết chiến ngũ liên: Tuyển thủ nào hoàn thành 5 đề liên tiếp đầu tiên sẽ thắng. |

Sau vòng 1, 4 tuyển thủ hạng S và 12 tuyển thủ hạng A sẽ lập thành 4 đội. Mỗi đội gồm 1 đội trưởng là tuyển thủ hạng S và 3 tuyển thủ hạng A theo hình thức bốc thăm do các tuyển thủ hạng S thực hiện.
| Đội 1          | Đội 2            | Đội 3              | Đội 4          |
| Triệu Kim Hạo  | Hoàng Minh Duệ   | Trương Tiển Nguyệt | Lâu Vân Hạo    |
| Vương Bác Thao | Thiệu Dục Hiên   | Cao Vũ Đồng        | Dương Dật      |
| Đoạn Vũ Phi    | Ngụy Trọng Hoàng | Trần Nguyệt        | Vương Mậu Lâm  |
| Triệu Nhất Lâm | Vương Tâm Nhiễm  | Vương Vũ Hiên      | Trần Tiểu Kiều |

## Vòng 2 - Đột phá chiến đội
| Chú giải | Thắng | Thua | Đội bị tan rã/Tuyển thủ bị loại |

### Tập 6
Trong tập này, bốn đội sẽ thi 3 hạng mục. Sau mỗi hạng mục, dựa vào thành tích mà xếp hạng cho mỗi đội:
- Hạng nhất (#1): 4 điểm
- Hạng nhì (#2): 3 điểm
- Hạng ba (#3): 2 điểm
- Hạng cuối (#4): 1 điểm

Sau 3 hạng mục, 4 đội được xếp hạng dựa trên tổng số điểm sau 3 hạng mục. Đội về chót sẽ bị loại.
Áp lực tăng thêm cho tập này là "Gót chân Achilles": Mỗi đội sẽ có một thành viên được các đội còn lại chọn là thành viên X. Trong 3 trận đấu, khi thành viên này xuất chiến và đội xếp trong top 2 thì điểm số trận đó sẽ nhân đôi. Nếu không, trận đó không có điểm.
| Thử thách                              | Mô tả | Kết quả           | Kết quả            | Kết quả                | Kết quả         |
| -------------------------------------- | --- | ----------------- | ------------------ | ---------------------- | --------------- |
| Thử thách                              | Mô tả | Đội Triệu Kim Hạo | Đội Hoàng Minh Duệ | Đội Trương Tiển Nguyệt | Đội Lâu Vân Hạo |
| Tour for Three (3 vs 3 vs 3 vs 3)      | Trên bàn cờ hình vuông 15 x 5 ô, được chia thành 3 phần cho 3 tuyển thủ, phân bố lộn xộn các ô vuông đen và trắng. Chạm vào ô nào, ô đó sẽ đổi màu ngược lại. Thí sinh dùng một nét bút kẻ qua các ô liên tục sao cho các ô trên cùng một hàng có màu giống nhau. Các ô màu xám bên ngoài ô là các ô trung chuyển để hỗ trợ tuyển thủ, nhưng tuyển thủ không được kết thúc nét bút tại những ô này. Ngoài ra, khi một tuyển thủ hoàn thành nét bút, tuyển thủ sau đó phải bắt đầu nét bút tại nơi tuyển thủ trước đó kết thúc. Nếu tuyển thủ đầu tiên làm sai, tuyển thủ đó được làm lại đề đó, nhưng nếu một trong hai tuyển thủ còn lại sai, cả ba sẽ phải đổi đề và thực hiện lại từ đầu. Cuối cùng sẽ dựa vào thời gian hoàn thành để xếp hạng. | #1                | #2                 | #4                     | #3              |
| Tour for Three (3 vs 3 vs 3 vs 3)      | Trên bàn cờ hình vuông 15 x 5 ô, được chia thành 3 phần cho 3 tuyển thủ, phân bố lộn xộn các ô vuông đen và trắng. Chạm vào ô nào, ô đó sẽ đổi màu ngược lại. Thí sinh dùng một nét bút kẻ qua các ô liên tục sao cho các ô trên cùng một hàng có màu giống nhau. Các ô màu xám bên ngoài ô là các ô trung chuyển để hỗ trợ tuyển thủ, nhưng tuyển thủ không được kết thúc nét bút tại những ô này. Ngoài ra, khi một tuyển thủ hoàn thành nét bút, tuyển thủ sau đó phải bắt đầu nét bút tại nơi tuyển thủ trước đó kết thúc. Nếu tuyển thủ đầu tiên làm sai, tuyển thủ đó được làm lại đề đó, nhưng nếu một trong hai tuyển thủ còn lại sai, cả ba sẽ phải đổi đề và thực hiện lại từ đầu. Cuối cùng sẽ dựa vào thời gian hoàn thành để xếp hạng. | 8 (X)             | 6 (X)              | 1                      | 0 (X)           |
| Hắc bạch vô song (2 vs 2 vs 2 vs 2)    | Có một khối hình hộp chữ nhật với kích thước 8 × 8 × 6 được chia thành 6 mặt phẳng. Khi chọn vào một khối vuông, 6 khối nằm cạnh thẳng hàng với nó ở trên, dưới, trái, phải, trước, sau ô đã chọn cùng chính ô đã chọn sẽ đổi màu ngược lại. Hai thí sinh, mỗi người sẽ nhận 3 mặt phẳng. Trong thời gian, thí sinh biến đổi tất cả các khối vuông về thành màu trắng. Cuối cùng sẽ dựa vào thời gian hoàn thành để xếp hạng. | #3                | #2                 | #4                     | #1              |
| Hắc bạch vô song (2 vs 2 vs 2 vs 2)    | Có một khối hình hộp chữ nhật với kích thước 8 × 8 × 6 được chia thành 6 mặt phẳng. Khi chọn vào một khối vuông, 6 khối nằm cạnh thẳng hàng với nó ở trên, dưới, trái, phải, trước, sau ô đã chọn cùng chính ô đã chọn sẽ đổi màu ngược lại. Hai thí sinh, mỗi người sẽ nhận 3 mặt phẳng. Trong thời gian, thí sinh biến đổi tất cả các khối vuông về thành màu trắng. Cuối cùng sẽ dựa vào thời gian hoàn thành để xếp hạng. | 0 (X)             | 6 (X)              | 1                      | 8 (X)           |
| Loạn tuyến đoạt bảo (1 vs 1 vs 1 vs 1) | Một thiết bị do 132 tia laser tạo thành đang bảo vệ 5 viên đá vô cực. Thông qua quan sát, thí sinh tìm ra những tia laser trùng với cạnh của những viên đá vô cực, từ đó giải trừ thiết bị bảo hộ, thu được viên đá. Năm viên đá vô cực dựa theo độ khó phân thành 1 sao, 2 sao, 3 sao. Bất kỳ thí sinh nào tìm được viên đá trước sẽ có số sao tương ứng. Tìm xong 1 viên, phần thi kết thúc. Phần thi giới hạn trong 50 phút. Mỗi lần trả lời sai bị phạt 15 giây. Hết giờ mà chưa tìm được, đội nhận 0 điểm. Cuối cùng, các đội dựa theo số sao xếp hạng cao thấp. Nếu số sao bằng nhau, người dùng ít thời gian hơn sẽ thắng. | #3                | #1                 | #4                     | #2              |
| Loạn tuyến đoạt bảo (1 vs 1 vs 1 vs 1) | Một thiết bị do 132 tia laser tạo thành đang bảo vệ 5 viên đá vô cực. Thông qua quan sát, thí sinh tìm ra những tia laser trùng với cạnh của những viên đá vô cực, từ đó giải trừ thiết bị bảo hộ, thu được viên đá. Năm viên đá vô cực dựa theo độ khó phân thành 1 sao, 2 sao, 3 sao. Bất kỳ thí sinh nào tìm được viên đá trước sẽ có số sao tương ứng. Tìm xong 1 viên, phần thi kết thúc. Phần thi giới hạn trong 50 phút. Mỗi lần trả lời sai bị phạt 15 giây. Hết giờ mà chưa tìm được, đội nhận 0 điểm. Cuối cùng, các đội dựa theo số sao xếp hạng cao thấp. Nếu số sao bằng nhau, người dùng ít thời gian hơn sẽ thắng. | 2                 | 4                  | 0 (X)                  | 3               |
| Xếp hạng chung cuộc                    | Xếp hạng chung cuộc | #3                | #1                 | #4                     | #2              |
| Tổng điểm chung cuộc                   | Tổng điểm chung cuộc | 10                | 16                 | 2                      | 11              |

Sau tập này, đội Trương Tiển Nguyệt bị tan rã. Ba đội còn lại chọn thêm một tuyển thủ từ đội hạng IV vào đội của mình (đồng thời loại một tuyển thủ không được chọn).
| Đội 1            | Đội 2              | Đội 3          |
| Hoàng Minh Duệ   | Lâu Vân Hạo        | Triệu Kim Hạo  |
| Thiệu Dục Hiên   | Dương Dật          | Vương Bác Thao |
| Ngụy Trọng Hoàng | Vương Mậu Lâm      | Đoạn Vũ Phi    |
| Vương Tâm Nhiễm  | Trần Tiểu Kiều     | Triệu Nhất Lâm |
| Vương Vũ Hiên    | Trương Tiển Nguyệt | Cao Vũ Đồng    |

### Tập 7
Trong tập này, ba đội sẽ thi 2 hạng mục. Sau mỗi hạng mục, dựa vào thành tích mà xếp hạng cho mỗi đội:
Áp lực tăng thêm cho tập này là "Ngọn lửa Prometheus" với quy chế khác nhau cho mỗi trận:
Trận 1: Mỗi đội sẽ chọn một thành viên trong đội là thành viên X. Trong trận này, 4 thành viên thi đấu hạng mục tiếp sức, thời gian còn thừa sẽ dành cho thành viên X thực hiện hạng mục quyết định. Đội thắng sẽ được tiến cấp đầu tiên.
| Thử thách       | Mô tả | Kết quả            | Kết quả           | Kết quả           |
| --------------- | --- | ------------------ | ----------------- | ----------------- |
| Thử thách       | Mô tả | Đội Hoàng Minh Duệ | Đội Lâu Vân Hạo   | Đội Triệu Kim Hạo |
| Lục sắc mê bàn  | Bốn tuyển thủ mỗi đội, trừ thành viên X, thực hiện theo thể thức tiếp sức. Trên một hình lục giác có 19 nút xoay. Ấn vào nút xoay, 6 tam giác xung quanh nó quay theo chiều kim đồng hồ một góc 60°. Thông qua thao tác trên các nút xoay, tuyển thủ khôi phục hình lục giác giống với hình mục tiêu. | Thời gian còn lại  | Thời gian còn lại | Thời gian còn lại |
| Lục sắc mê bàn  | Bốn tuyển thủ mỗi đội, trừ thành viên X, thực hiện theo thể thức tiếp sức. Trên một hình lục giác có 19 nút xoay. Ấn vào nút xoay, 6 tam giác xung quanh nó quay theo chiều kim đồng hồ một góc 60°. Thông qua thao tác trên các nút xoay, tuyển thủ khôi phục hình lục giác giống với hình mục tiêu. | 40 phút 34 giây    | 39 phút 12 giây   | 39 phút 46 giây   |
| Mảnh vỡ hoàn mỹ | Các thành viên X thi đấu với nhau. 30 quả trứng hình bầu dục được chia thành 60 mảnh vỡ. Trên sân khấu, tiến hành xáo trộn các mảnh vỡ này. Tuyển thủ X cần trong thời gian còn lại của đội mình, thông qua quan sát các vết nứt của những mảnh trứng vỡ tìm lại từng đôi, khôi phục lại như ban đầu. Đội có tuyển thủ có nhiều đáp án chính xác nhất sẽ được tiến cấp. Nếu số lượng đáp án chính xác bằng nhau, người dùng ít thời gian hơn sẽ thắng. Mỗi lần trả lời sai bị phạt 30 giây. | 8                  | 14 (tiến cấp)     | 8                 |

Trận 2: Hai đội còn lại chọn lại thành viên X. Hai thành viên X thi đấu với nhau. Thành viên X của đội nào thắng, đội đó sẽ được tiến cấp.
| Thử thách         | Mô tả | Kết quả            | Kết quả           |
| ----------------- | --- | ------------------ | ----------------- |
| Thử thách         | Mô tả | Đội Hoàng Minh Duệ | Đội Triệu Kim Hạo |
| Kế hoạch đậu nành | Hai thành viên X được chọn từ mỗi đội thi đấu với nhau Trong mê cung gồm 16 mê cung vuông nhỏ được phân bố 4 x 4 đang chôn giấu một số mầm đậu nành. Hai thí sinh đồng thời tiến vào mê cung tranh đoạt mầm đậu thông qua đổi chỗ hai ô vuông cho nhau để tiến sang ô tiếp theo. Thời gian giới hạn là 15 phút. Người lấy nhiều mầm đậu hơn và ra khỏi mê cung sẽ chiến thắng. Nếu số lượng bằng nhau, người dùng ít thời gian hơn sẽ thắng. Khi hết thời gian quy định mà chưa ra khỏi mê cung, tuyển thủ sẽ bị xử thua. | 25 (tiến cấp)      | 18                |

Sau tập này, đội Triệu Kim Hạo bị tan rã. Hai đội còn lại chọn thêm một thí sinh từ đội Triệu Kim Hạo vào đội của mình (đồng thời loại một tuyển thủ chưa được chọn).
| Đội 1              | Đội 2            |
| Lâu Vân Hạo        | Hoàng Minh Duệ   |
| Dương Dật          | Thiệu Dục Hiên   |
| Vương Mậu Lâm      | Ngụy Trọng Hoành |
| Trần Tiểu Kiều     | Vương Tâm Nhiễm  |
| Trương Tiển Nguyệt | Vương Vũ Hiên    |
| Triệu Kim Hạo      | Vương Bác Thao   |

### Tập 8
Áp lực tăng thêm cho tập này là "Thanh gươm của Damocles": Hai đội còn lại sẽ thi đấu tiếp sức 6 người. Trong quá trình thi, tuyển thủ nào trả lời sai thì thời gian tích lũy của đội đó tăng gấp đôi. Cuối cùng, đội nào có thời gian tích lũy ít hơn sẽ thắng.
Trước trận thi tiếp sức, hai đội tiến hành thi đấu 2 vòng giành quyền lợi. Đội thắng có quyền quyết định cách sắp xếp vị trí của đội thua trong trận tiếp sức 
| Thử thách | Mô tả | Kết quả                                                                               | Kết quả                                              |
| --- | --- | ------------------------------------------------------------------------------------- | ---------------------------------------------------- |
| Thử thách | Mô tả | Đội Hoàng Minh Duệ                                                                    | Đội Lâu Vân Hạo                                      |
| Vòng giành quyền lợi thứ 1: Thiên ti vạn lũ | Mỗi đội cử 1 thành viên tham gia. Một bàn cờ do một số hình lục giác và hình tròn tạo thành đang phân bố hỗn loạn các đường chỉ màu với 4 loại màu. Tuyển thủ cần giải bàn cờ sau cho các đường chỉ màu nối với nhau tạo thành một đường khép kín. Người hoàn thành trước chiến thắng. Tính năng của các ô lục giác và hình tròn: - Lục giác bình thường: có thể đổi chỗ trực tiếp với một ô lục giác bình thường khác. - Lục giác có mũi tên tròn bên trong: có thể xoay chuyển tại chỗ, không đổi được vị trí. - Lục giác có hai gạch trên và dưới: có thể lật ngược lại, không đổi được vị trí. - Hình tròn: có thể đổi màu được sợi chỉ ở trong, không đổi được vị trí | Hoàng Minh Duệ thắng                                                                  | Triệu Kim Hạo                                        |
| Vòng giành quyền lợi thứ 2: Tỏa định cao sơn | Tuyển thủ hai đội lần lượt đặt 18 khối dị hình vào trong bàn cờ. Trong quá trình đặt, các khối không được treo lơ lửng trên không và phải liên kết với khối đội mình đã đặt, đồng thời không có bộ phận nào vượt quá tầng thứ 4 của bàn. Trong thời gian quy định là 30 giây, tuyển thủ nào chưa đặt kịp xem như bỏ qua khối. Tuyển thủ kia tiếp tục thi đấu. Khi tuyển thủ 2 đội không thể đặt thêm được khối nào nữa thì trận đấu kết thúc. Điểm số của mỗi đội là tổng số ô vuông nhìn thấy được từ mặt đỉnh. Mỗi đội cử 2 thành viên tham gia thi đấu hai trận, tổng điểm đội nào cao hơn sẽ thắng.                                                                    | Vương Bác Thao, Hoàng Minh Duệ (25 + 24 = 49 ô vuông)                                 | Trần Tiểu Kiều, Vương Mậu Lâm (13 + 14 = 27 ô vuông) |
| Do đội Hoàng Minh Duệ thắng hai vòng giành quyền lợi trên nên có quyền thay đổi thứ tự xuất chiến của đội Lâu Văn Hạo: - Đổi Dương Dật từ vị trí thứ 2 xuống thứ 6 - Đổi Vương Mậu Lâm từ vị trí thứ 1 xuống thứ 6 - Đổi Trần Tiểu Kiều từ vị trí thứ 2 xuống thứ 6 | |                                                                                       |                                                      |
| Thi đấu tiếp sức 6 người: Quyết chiến đến cùng | Một bảng 8 x 8 có 64 con số. Hai số có thể nối với nhau nếu chúng có thể được nối bằng 3 đoạn thẳng hoặc ít hơn. Khi đó hai số sẽ chia cho ước chung lớn nhất của chúng. Số có giá trị 1 bị xóa khỏi bảng. 6 tuyển thủ mỗi đội lần lượt thi đấu tiếp sức, mỗi tuyển thủ xóa 1 bảng, nếu có tuyển thủ thất bại thì thời gian đã dùng sẽ bị tăng gấp đôi. Tuyển thủ thất bại phải làm lại cho đến khi xóa sạch bảng. Đội có tổng thời gian hoàn thành ít hơn sẽ thắng.. | Thất bại (Thiệu Dục Hiên làm sai, tuyển thủ cuối cùng chưa kịp hoàn thành thử thách). | Thắng (25 phút 40 giây)                              |

Sau tập này, đội Hoàng Minh Duệ bị tan rã. Đội Lâu Vân Hạo sau đó cứu  Hoàng Minh Duệ và Vương Vũ Hiên.

### Tập 9
Trừ Lâu Vân Hạo là đội trưởng được đặc cách vào Trung Quốc chiến đội, 7 tuyển thủ còn lại tiến hành hành đấu loại để tìm ra 3 thành viên sau cùng để vào Trung Quốc chiến đội. Áp lực tăng thêm cho tập này là "Nút thắt Gordian.
| Thử thách            | Nội dung | Thể thức thi đấu | Thắng                                                                                           | Thua                                                                            |
| -------------------- | --- | --- | ----------------------------------------------------------------------------------------------- | ------------------------------------------------------------------------------- |
| Truy tung mảnh ghép  | Mỗi tuyển thủ sẽ nhận được hình mười hai con vật trong Mười hai con giáp. Mỗi một hình con vật bị chia thành 6 mảnh sau đó trộn lẫn vào 1000 mảnh. Tuyển thủ quan sát, trong não lắp ghép và khôi phục hình mục tiêu. Đáp đúng bất cứ hình nào trong mười hai con vật sẽ thành công. Đáp sai bị phạt thời gian.. | Trận đấu kết thúc khi có 6 tuyển thủ hoàn thành thử thách. Tuyển thủ chưa hoàn thành thử thách lập tức bị loại. | Trần Tiểu Kiều, Hoàng Minh Duệ, Triệu Kim Hạo, Vương Mậu Lâm, Trương Tiển Nguyệt, Vương Vũ Hiên | Dương Dật                                                                       |
| Hiệu ứng domino      | Trong một bàn cờ Hình vuông có 49 Bánh răng, mỗi một bánh răng chuyển động đều có thể dẫn động bánh răng kế tiếp xoay chuyển. Bánh răng màu tím sẽ xoay {\displaystyle 90^{\circ }} ngược chiều kim đồng hồ. Bánh răng màu xanh sẽ xoay {\displaystyle 90^{\circ }} thuận chiều kim đồng hồ từ đó tạo thành Hiệu ứng domino. Hai tuyển thủ cùng quan sát đề mục điểm vô ở Bánh răng ban đầu. Sau khi quan sát xong chỉ bấm một lần thông qua Hiệu ứng domino khiến cho bất kỳ Bánh răng nào ở khu vực mục tiêu xoay sang bên phải trước sẽ thắng cuộc. Nếu đáp sai thì đối phương sẽ thắng cuộc. | Xa luân chiến: 6 tuyển thủ dựa vào thứ hạng ở trận trước tiến hành đối kháng 1 vs 1 từ dưới lên. Người thắng cuối cùng sẽ vào Trung Quốc chiến đội. Trận 1: Vương Vũ Hiên vs Trương Tiển Nguyệt* Trận 2: Trương Tiển Nguyệt* vs Vương Mậu Lâm Trận 3: Trương Tiển Nguyệt* vs Triệu Kim Hạo Trận 4: Trương Tiển Nguyệt vs Hoàng Minh Duệ* Trận 5: Hoàng Minh Duệ vs Trần Tiểu Kiều* *: Thắng trong trận | Trần Tiểu Kiều (vào Trung Quốc chiến đội).                                                      | Hoàng Minh Duệ, Triệu Kim Hạo, Vương Mậu Lâm, Trương Tiển Nguyệt, Vương Vũ Hiên |
| Điệp ảnh trùng trùng | Trên sân khấu có một trục quay xoay tròn bố trí 2160 tam giác đều với 10 loại màu sắc khác nhau. Tuyển thủ quan sát một khối lập thể 20 mặt đều và tìm hình triển khai của nó trên trục quay (có tổng cộng 2.602.800 hình triển khai). | Vòng thứ ba - Tranh đoạt vị trí. Hai tuyển thủ đứng thứ nhất và thứ nhì trong 5 tuyển thủ còn lại sẽ vào Trung Quốc chiến đội. | Vương Vũ Hiên, Triệu Kim Hạo                                                                    | Trương Tiển Nguyệt, Vương Mậu Lâm, Hoàng Minh Duệ                               |

Như vậy, Trung Quốc chiến đội gồm có các thành viên: Lâu Văn Hạo (đội trưởng), Trần Tiểu Kiều, Triệu Kim Hạo, Vương Vũ Hiên.

## Vòng 3 - Tranh cúp Não vương chi vương
Do Đại dịch COVID-19 tại Trung Quốc đại lục nên không có thi đấu với Chiến đội quốc tế mà Não vương các mùa sẽ thi đấu với các tuyển thủ mùa hiện tại để tranh cúp Não vương chi vương. Năm 2020 là sự đổi thay khi giáo sư Robert Desimone sử dụng biện pháp Hackathon gây áp lực cho thí sinh thi đấu liên tục trong 36 giờ (thực tế thời gian thi đấu là 36 giờ 34 phút 05 giây), dùng quy tắc thi cực hạn đột phá giới hạn của não lực.
| Chiến đội Dương Dịch                                                                     | Chiến đội Trần Trí Cường                                          | Chiến đội Lâu Vân Hạo |
| ---------------------------------------------------------------------------------------- | ----------------------------------------------------------------- | --------------------- |
| Dương Dịch - Não vương Siêu Trí Tuệ Trung Quốc mùa 5                                     | Trần Trí Cường - Não vương Siêu Trí Tuệ Trung Quốc mùa 3 và Mùa 4 | Lâu Vân Hạo           |
| Tôn Dũng - xếp thứ 1 thi Cao khảo tỉnh An Huy năm 2016                                   | Trịnh Thư Hào - xếp thứ 1 thi Cao khảo tỉnh Thiểm Tây năm 2017    | Trần Tiểu Kiều        |
| Du Thần Tiệp - xếp thứ 2 toàn cầu cuộc thi Toán quốc tế lần thứ 56                       | Cốc Thạnh - liên tiếp 4 năm đứng đầu khoa toán Đại học Cambridge  | Triệu Kim Hạo         |
| Quách Hải Hân - Giải bạc cuộc thi kinh doanh dành cho sinh viên Đại học "Challenger Cup" | Lãng Giai Tử Úc - truyền nhân nghệ thuật nặn Tò he                | Vương Vũ Hiên         |

| Chú giải | Thắng | Thua | Bị loại | Thắng trận Chung kết |

### Tập 10 (Ngày thi đấu đầu tiên)
| ĐOẠT BẢO KỲ BINH Ba đội tiến hành tranh đoạt kim cương. Có tổng cộng 40 viên kim cương. Mỗi đội khởi đầu có 12 viên kim cương. Trước khi bắt đầu mỗi trận, mỗi đội quyết định số kim cương cược cho trận này. Hai đội đặt nhiều nhất sẽ có quyền thi đấu. Bên thắng trận sẽ được toàn bộ kim cương mà 3 đội đặt cho trận này. Sau khi kết thúc hai vòng đấu, đội có nhiều kim cương thứ 1, 2 sẽ có quyền lợi đặc biệt cho ngày thi đấu sau. Các thành viên thi đấu không được trùng lặp. | ĐOẠT BẢO KỲ BINH Ba đội tiến hành tranh đoạt kim cương. Có tổng cộng 40 viên kim cương. Mỗi đội khởi đầu có 12 viên kim cương. Trước khi bắt đầu mỗi trận, mỗi đội quyết định số kim cương cược cho trận này. Hai đội đặt nhiều nhất sẽ có quyền thi đấu. Bên thắng trận sẽ được toàn bộ kim cương mà 3 đội đặt cho trận này. Sau khi kết thúc hai vòng đấu, đội có nhiều kim cương thứ 1, 2 sẽ có quyền lợi đặc biệt cho ngày thi đấu sau. Các thành viên thi đấu không được trùng lặp. | ĐOẠT BẢO KỲ BINH Ba đội tiến hành tranh đoạt kim cương. Có tổng cộng 40 viên kim cương. Mỗi đội khởi đầu có 12 viên kim cương. Trước khi bắt đầu mỗi trận, mỗi đội quyết định số kim cương cược cho trận này. Hai đội đặt nhiều nhất sẽ có quyền thi đấu. Bên thắng trận sẽ được toàn bộ kim cương mà 3 đội đặt cho trận này. Sau khi kết thúc hai vòng đấu, đội có nhiều kim cương thứ 1, 2 sẽ có quyền lợi đặc biệt cho ngày thi đấu sau. Các thành viên thi đấu không được trùng lặp. | ĐOẠT BẢO KỲ BINH Ba đội tiến hành tranh đoạt kim cương. Có tổng cộng 40 viên kim cương. Mỗi đội khởi đầu có 12 viên kim cương. Trước khi bắt đầu mỗi trận, mỗi đội quyết định số kim cương cược cho trận này. Hai đội đặt nhiều nhất sẽ có quyền thi đấu. Bên thắng trận sẽ được toàn bộ kim cương mà 3 đội đặt cho trận này. Sau khi kết thúc hai vòng đấu, đội có nhiều kim cương thứ 1, 2 sẽ có quyền lợi đặc biệt cho ngày thi đấu sau. Các thành viên thi đấu không được trùng lặp. | ĐOẠT BẢO KỲ BINH Ba đội tiến hành tranh đoạt kim cương. Có tổng cộng 40 viên kim cương. Mỗi đội khởi đầu có 12 viên kim cương. Trước khi bắt đầu mỗi trận, mỗi đội quyết định số kim cương cược cho trận này. Hai đội đặt nhiều nhất sẽ có quyền thi đấu. Bên thắng trận sẽ được toàn bộ kim cương mà 3 đội đặt cho trận này. Sau khi kết thúc hai vòng đấu, đội có nhiều kim cương thứ 1, 2 sẽ có quyền lợi đặc biệt cho ngày thi đấu sau. Các thành viên thi đấu không được trùng lặp. | ĐOẠT BẢO KỲ BINH Ba đội tiến hành tranh đoạt kim cương. Có tổng cộng 40 viên kim cương. Mỗi đội khởi đầu có 12 viên kim cương. Trước khi bắt đầu mỗi trận, mỗi đội quyết định số kim cương cược cho trận này. Hai đội đặt nhiều nhất sẽ có quyền thi đấu. Bên thắng trận sẽ được toàn bộ kim cương mà 3 đội đặt cho trận này. Sau khi kết thúc hai vòng đấu, đội có nhiều kim cương thứ 1, 2 sẽ có quyền lợi đặc biệt cho ngày thi đấu sau. Các thành viên thi đấu không được trùng lặp. | ĐOẠT BẢO KỲ BINH Ba đội tiến hành tranh đoạt kim cương. Có tổng cộng 40 viên kim cương. Mỗi đội khởi đầu có 12 viên kim cương. Trước khi bắt đầu mỗi trận, mỗi đội quyết định số kim cương cược cho trận này. Hai đội đặt nhiều nhất sẽ có quyền thi đấu. Bên thắng trận sẽ được toàn bộ kim cương mà 3 đội đặt cho trận này. Sau khi kết thúc hai vòng đấu, đội có nhiều kim cương thứ 1, 2 sẽ có quyền lợi đặc biệt cho ngày thi đấu sau. Các thành viên thi đấu không được trùng lặp. | ĐOẠT BẢO KỲ BINH Ba đội tiến hành tranh đoạt kim cương. Có tổng cộng 40 viên kim cương. Mỗi đội khởi đầu có 12 viên kim cương. Trước khi bắt đầu mỗi trận, mỗi đội quyết định số kim cương cược cho trận này. Hai đội đặt nhiều nhất sẽ có quyền thi đấu. Bên thắng trận sẽ được toàn bộ kim cương mà 3 đội đặt cho trận này. Sau khi kết thúc hai vòng đấu, đội có nhiều kim cương thứ 1, 2 sẽ có quyền lợi đặc biệt cho ngày thi đấu sau. Các thành viên thi đấu không được trùng lặp. |
| Thử thách | Nội dung | Đặt cược kim cương | Đặt cược kim cương | Đặt cược kim cương | Kết quả | Kết quả | Kết quả |
| Thử thách | Nội dung | Chiến đội Dương Dịch | Chiến đội Trần Trí Cường | Chiến đội Lâu Vân Hạo | Chiến đội Dương Dịch | Chiến đội Trần Trí Cường | Chiến đội Lâu Vân Hạo |
| --- | --- | --- | --- | --- | --- | --- | --- |
| Bảo tàng bí cảnh | Thử thách phụ, mỗi đội có quyền quyết định tham gia hay không. Mỗi lần tốn vào bí cảnh sẽ tốn 1 viên kim cương. Bảo tàng ban đầu có 4 viên kim cương. Đội nào có thành tích tốt nhất sẽ được toàn bộ kim cương trong bảo tàng. (Thử thách phụ là Số tự hoa dung đạo: tuyển thủ cần từ bàn 4 x 4 có 15 miếng ghép được đánh số từ 1 đến 15, trượt các mảnh ghép để bàn trở về trạng thái ban đầu với các số theo thứ tự từ 1 đến 15 từ trái sang phải và từ trên xuống dưới). | 1 | 3 | 1 | Thua | Thua | Lâu Vân Hạo hoàn thành trong 13,08 giây, giành được 9 viên kim cương trong bảo tàng bí cảnh. |
| Bao vây mãnh thú | Tuyển thủ tỉ thí với nhau trong bàn cờ Hình vuông 7 x 7. Mỗi lượt có thể đi 1 đến 3 bước, thời gian đi mỗi lượt là 40 giây. Mỗi khi đi xong, phải dựng một bức tường ở một trong bốn phía của con robot. Khi có một con robot hoàn toàn bị bao vây, diện tích mà con robot này chiếm lĩnh được chính là số điểm của đội đó. Thi đấu 2 trận, bên nào có tổng điểm 2 trận nhiều hơn sẽ giành chiến thắng. | 2 | 4 | 1 | Trận 1 | Trận 1 | Không thi đấu |
| Bao vây mãnh thú | Tuyển thủ tỉ thí với nhau trong bàn cờ Hình vuông 7 x 7. Mỗi lượt có thể đi 1 đến 3 bước, thời gian đi mỗi lượt là 40 giây. Mỗi khi đi xong, phải dựng một bức tường ở một trong bốn phía của con robot. Khi có một con robot hoàn toàn bị bao vây, diện tích mà con robot này chiếm lĩnh được chính là số điểm của đội đó. Thi đấu 2 trận, bên nào có tổng điểm 2 trận nhiều hơn sẽ giành chiến thắng. | 2 | 4 | 1 | Quách Hải Hân (16 điểm) | Trịnh Thư Hào (14 điểm) | Không thi đấu |
| Bao vây mãnh thú | Tuyển thủ tỉ thí với nhau trong bàn cờ Hình vuông 7 x 7. Mỗi lượt có thể đi 1 đến 3 bước, thời gian đi mỗi lượt là 40 giây. Mỗi khi đi xong, phải dựng một bức tường ở một trong bốn phía của con robot. Khi có một con robot hoàn toàn bị bao vây, diện tích mà con robot này chiếm lĩnh được chính là số điểm của đội đó. Thi đấu 2 trận, bên nào có tổng điểm 2 trận nhiều hơn sẽ giành chiến thắng. | 2 | 4 | 1 | Trận 2 | | Không thi đấu |
| Bao vây mãnh thú | Tuyển thủ tỉ thí với nhau trong bàn cờ Hình vuông 7 x 7. Mỗi lượt có thể đi 1 đến 3 bước, thời gian đi mỗi lượt là 40 giây. Mỗi khi đi xong, phải dựng một bức tường ở một trong bốn phía của con robot. Khi có một con robot hoàn toàn bị bao vây, diện tích mà con robot này chiếm lĩnh được chính là số điểm của đội đó. Thi đấu 2 trận, bên nào có tổng điểm 2 trận nhiều hơn sẽ giành chiến thắng. | 2 | 4 | 1 | Dương Dịch (23 điểm) | Trần Trí Cường (26 điểm) | Không thi đấu |
| Bao vây mãnh thú | Tuyển thủ tỉ thí với nhau trong bàn cờ Hình vuông 7 x 7. Mỗi lượt có thể đi 1 đến 3 bước, thời gian đi mỗi lượt là 40 giây. Mỗi khi đi xong, phải dựng một bức tường ở một trong bốn phía của con robot. Khi có một con robot hoàn toàn bị bao vây, diện tích mà con robot này chiếm lĩnh được chính là số điểm của đội đó. Thi đấu 2 trận, bên nào có tổng điểm 2 trận nhiều hơn sẽ giành chiến thắng. | 2 | 4 | 1 | Tổng điểm: 39. | Tổng điểm: 40. Thắng 7 viên kim cương. | Không thi đấu |
| Dũng cảm tiến lên | Trong bàn cờ do 192 tam giác đều tạo thành, bắt đầu từ ô xuất phát màu lam di chuyển theo 6 phương hướng để đến ô đích màu xanh lá cây. Hướng di chuyển chi có thể thay đổi nếu gặp vật cản màu đen hoặc mép bàn cờ. Trên bàn cờ đã cố định hai ô bắt đầu và kết thúc, tuyển thủ ra đề đặt thêm các vật cản làm đề bài cho đối thủ (không giới hạn số vật cản), sau đó tuyển thủ đó cần tìm một đường đi từ ô bắt đầu đến ô kết thúc ngắn nhất có thể. Số ô trên đường này sẽ là số ô của đề bài. Sau khi ra đề xong, hai bên giao đề cho nhau. Hai tuyển thủ giải đề trong 10 phút tìm đường ngắn nhất từ ô xuất phát đến ô đích, nếu hết giờ không giải ra thì đối thủ thắng. Điểm = số ô của đề - số ô đã làm. Đội có điểm cao hơn sẽ thắng. Nếu số điểm bằng nhau, tuyển thủ dùng ít thời gian hơn sẽ thắng. | 9 | 10 | 10 | Không thi đấu | Người ra đề | Người ra đề |
| Dũng cảm tiến lên | Trong bàn cờ do 192 tam giác đều tạo thành, bắt đầu từ ô xuất phát màu lam di chuyển theo 6 phương hướng để đến ô đích màu xanh lá cây. Hướng di chuyển chi có thể thay đổi nếu gặp vật cản màu đen hoặc mép bàn cờ. Trên bàn cờ đã cố định hai ô bắt đầu và kết thúc, tuyển thủ ra đề đặt thêm các vật cản làm đề bài cho đối thủ (không giới hạn số vật cản), sau đó tuyển thủ đó cần tìm một đường đi từ ô bắt đầu đến ô kết thúc ngắn nhất có thể. Số ô trên đường này sẽ là số ô của đề bài. Sau khi ra đề xong, hai bên giao đề cho nhau. Hai tuyển thủ giải đề trong 10 phút tìm đường ngắn nhất từ ô xuất phát đến ô đích, nếu hết giờ không giải ra thì đối thủ thắng. Điểm = số ô của đề - số ô đã làm. Đội có điểm cao hơn sẽ thắng. Nếu số điểm bằng nhau, tuyển thủ dùng ít thời gian hơn sẽ thắng. | 9 | 10 | 10 | Không thi đấu | Lãng Giai Tử Úc (21 ô) | Triệu Kim Hạo (79 ô) |
| Dũng cảm tiến lên | Trong bàn cờ do 192 tam giác đều tạo thành, bắt đầu từ ô xuất phát màu lam di chuyển theo 6 phương hướng để đến ô đích màu xanh lá cây. Hướng di chuyển chi có thể thay đổi nếu gặp vật cản màu đen hoặc mép bàn cờ. Trên bàn cờ đã cố định hai ô bắt đầu và kết thúc, tuyển thủ ra đề đặt thêm các vật cản làm đề bài cho đối thủ (không giới hạn số vật cản), sau đó tuyển thủ đó cần tìm một đường đi từ ô bắt đầu đến ô kết thúc ngắn nhất có thể. Số ô trên đường này sẽ là số ô của đề bài. Sau khi ra đề xong, hai bên giao đề cho nhau. Hai tuyển thủ giải đề trong 10 phút tìm đường ngắn nhất từ ô xuất phát đến ô đích, nếu hết giờ không giải ra thì đối thủ thắng. Điểm = số ô của đề - số ô đã làm. Đội có điểm cao hơn sẽ thắng. Nếu số điểm bằng nhau, tuyển thủ dùng ít thời gian hơn sẽ thắng. | 9 | 10 | 10 | Không thi đấu | Người giải đề | |
| Dũng cảm tiến lên | Trong bàn cờ do 192 tam giác đều tạo thành, bắt đầu từ ô xuất phát màu lam di chuyển theo 6 phương hướng để đến ô đích màu xanh lá cây. Hướng di chuyển chi có thể thay đổi nếu gặp vật cản màu đen hoặc mép bàn cờ. Trên bàn cờ đã cố định hai ô bắt đầu và kết thúc, tuyển thủ ra đề đặt thêm các vật cản làm đề bài cho đối thủ (không giới hạn số vật cản), sau đó tuyển thủ đó cần tìm một đường đi từ ô bắt đầu đến ô kết thúc ngắn nhất có thể. Số ô trên đường này sẽ là số ô của đề bài. Sau khi ra đề xong, hai bên giao đề cho nhau. Hai tuyển thủ giải đề trong 10 phút tìm đường ngắn nhất từ ô xuất phát đến ô đích, nếu hết giờ không giải ra thì đối thủ thắng. Điểm = số ô của đề - số ô đã làm. Đội có điểm cao hơn sẽ thắng. Nếu số điểm bằng nhau, tuyển thủ dùng ít thời gian hơn sẽ thắng. | 9 | 10 | 10 | Không thi đấu | Cốc Thạnh (93 ô) | Vương Vũ Hiên (7 ô) |
| Dũng cảm tiến lên | Trong bàn cờ do 192 tam giác đều tạo thành, bắt đầu từ ô xuất phát màu lam di chuyển theo 6 phương hướng để đến ô đích màu xanh lá cây. Hướng di chuyển chi có thể thay đổi nếu gặp vật cản màu đen hoặc mép bàn cờ. Trên bàn cờ đã cố định hai ô bắt đầu và kết thúc, tuyển thủ ra đề đặt thêm các vật cản làm đề bài cho đối thủ (không giới hạn số vật cản), sau đó tuyển thủ đó cần tìm một đường đi từ ô bắt đầu đến ô kết thúc ngắn nhất có thể. Số ô trên đường này sẽ là số ô của đề bài. Sau khi ra đề xong, hai bên giao đề cho nhau. Hai tuyển thủ giải đề trong 10 phút tìm đường ngắn nhất từ ô xuất phát đến ô đích, nếu hết giờ không giải ra thì đối thủ thắng. Điểm = số ô của đề - số ô đã làm. Đội có điểm cao hơn sẽ thắng. Nếu số điểm bằng nhau, tuyển thủ dùng ít thời gian hơn sẽ thắng. | 9 | 10 | 10 | Không thi đấu | Điểm: 79 - 93 = -14. | Điểm: 21 - 7 = 14. Thắng 29 viên kim cương. |

| Kết quả Ngày thi đấu đầu tiên | Kết quả Ngày thi đấu đầu tiên | Kết quả Ngày thi đấu đầu tiên | Kết quả Ngày thi đấu đầu tiên                                                                       |
| Hạng                          | Chiến đội                     | Số kim cương đoạt được        | Quyền lợi                                                                                           |
| ----------------------------- | ----------------------------- | ----------------------------- | --------------------------------------------------------------------------------------------------- |
| 1                             | Chiến đội Lâu Vân Hạo         | 38                            | Thẻ hoàng kim có quyền can thiệp vào sắp xếp thi đấu của hai tuyển thủ của mỗi chiến đội hạng dưới. |
| 2                             | Chiến đội Trần Trí Cường      | 2                             | Thẻ hoàng kim có quyền can thiệp vào sắp xếp thi đấu của hai tuyển thủ chiến đội hạng dưới.         |
| 3                             | Chiến đội Dương Dịch          | 0                             | Không có                                                                                            |

### Tập 11 (Đêm thi đấu đầu tiên)
| TỐC ĐỘ SẤM SÉT Tỉ thí phân thành ba vòng. Sau khi mỗi vòng đấu kết thúc sẽ thống kê thời gian đã dùng của các đội. Cuối cùng sẽ dùng tổng thời gian đã dùng của ba vòng đấu tiến hành xếp hạng. Đội dùng thời gian ngắn nhất xếp hạng 1. Tương tự cho hạng 2, 3. Đội xếp hạng 2, 3 sẽ có thành viên bị loại. Do muốn thể hiện tinh thần chơi đẹp, công bằng nên hai Chiến đội Lâu Vân Hạo và Trần Trí Cường quyết định đều không dùng quyền lợi của thẻ hoàng kim có quyền can thiệp vào sắp xếp thi đấu. | TỐC ĐỘ SẤM SÉT Tỉ thí phân thành ba vòng. Sau khi mỗi vòng đấu kết thúc sẽ thống kê thời gian đã dùng của các đội. Cuối cùng sẽ dùng tổng thời gian đã dùng của ba vòng đấu tiến hành xếp hạng. Đội dùng thời gian ngắn nhất xếp hạng 1. Tương tự cho hạng 2, 3. Đội xếp hạng 2, 3 sẽ có thành viên bị loại. Do muốn thể hiện tinh thần chơi đẹp, công bằng nên hai Chiến đội Lâu Vân Hạo và Trần Trí Cường quyết định đều không dùng quyền lợi của thẻ hoàng kim có quyền can thiệp vào sắp xếp thi đấu.                | TỐC ĐỘ SẤM SÉT Tỉ thí phân thành ba vòng. Sau khi mỗi vòng đấu kết thúc sẽ thống kê thời gian đã dùng của các đội. Cuối cùng sẽ dùng tổng thời gian đã dùng của ba vòng đấu tiến hành xếp hạng. Đội dùng thời gian ngắn nhất xếp hạng 1. Tương tự cho hạng 2, 3. Đội xếp hạng 2, 3 sẽ có thành viên bị loại. Do muốn thể hiện tinh thần chơi đẹp, công bằng nên hai Chiến đội Lâu Vân Hạo và Trần Trí Cường quyết định đều không dùng quyền lợi của thẻ hoàng kim có quyền can thiệp vào sắp xếp thi đấu. | TỐC ĐỘ SẤM SÉT Tỉ thí phân thành ba vòng. Sau khi mỗi vòng đấu kết thúc sẽ thống kê thời gian đã dùng của các đội. Cuối cùng sẽ dùng tổng thời gian đã dùng của ba vòng đấu tiến hành xếp hạng. Đội dùng thời gian ngắn nhất xếp hạng 1. Tương tự cho hạng 2, 3. Đội xếp hạng 2, 3 sẽ có thành viên bị loại. Do muốn thể hiện tinh thần chơi đẹp, công bằng nên hai Chiến đội Lâu Vân Hạo và Trần Trí Cường quyết định đều không dùng quyền lợi của thẻ hoàng kim có quyền can thiệp vào sắp xếp thi đấu. | TỐC ĐỘ SẤM SÉT Tỉ thí phân thành ba vòng. Sau khi mỗi vòng đấu kết thúc sẽ thống kê thời gian đã dùng của các đội. Cuối cùng sẽ dùng tổng thời gian đã dùng của ba vòng đấu tiến hành xếp hạng. Đội dùng thời gian ngắn nhất xếp hạng 1. Tương tự cho hạng 2, 3. Đội xếp hạng 2, 3 sẽ có thành viên bị loại. Do muốn thể hiện tinh thần chơi đẹp, công bằng nên hai Chiến đội Lâu Vân Hạo và Trần Trí Cường quyết định đều không dùng quyền lợi của thẻ hoàng kim có quyền can thiệp vào sắp xếp thi đấu. |
| Thử thách | Nội dung | Kết quả | Kết quả | Kết quả |
| Thử thách | Nội dung | Chiến đội Dương Dịch | Chiến đội Trần Trí Cường | Chiến đội Lâu Vân Hạo |
| --- | --- | --- | --- | --- |
| Bí cảnh Bông tuyết | Quan sát Bông tuyết dưới Lăng kính tán sắc. Suy luận ra, sau khi đặt lăng kính lên, Ánh sáng Khúc xạ sẽ tạo ra ba đóa Bông tuyết như thế nào và tìm ra chính xác ba Bông tuyết đó trong số 100 Bông tuyết đã được gấp lại, xoay chuyển trên sân khấu. Mỗi đội cử hai thành viên thi đấu, thời gian xét kết quả thắng thua sẽ là tổng thời gian hai thành viên hoàn thành hạng mục. | | | |
| Bí cảnh Bông tuyết | Quan sát Bông tuyết dưới Lăng kính tán sắc. Suy luận ra, sau khi đặt lăng kính lên, Ánh sáng Khúc xạ sẽ tạo ra ba đóa Bông tuyết như thế nào và tìm ra chính xác ba Bông tuyết đó trong số 100 Bông tuyết đã được gấp lại, xoay chuyển trên sân khấu. Mỗi đội cử hai thành viên thi đấu, thời gian xét kết quả thắng thua sẽ là tổng thời gian hai thành viên hoàn thành hạng mục. | Dương Dịch (3 phút 42 giây) | Trần Trí Cường (17 phút 7 giây) | Lâu Vân Hạo (3 phút 30 giây) |
| Bí cảnh Bông tuyết | Quan sát Bông tuyết dưới Lăng kính tán sắc. Suy luận ra, sau khi đặt lăng kính lên, Ánh sáng Khúc xạ sẽ tạo ra ba đóa Bông tuyết như thế nào và tìm ra chính xác ba Bông tuyết đó trong số 100 Bông tuyết đã được gấp lại, xoay chuyển trên sân khấu. Mỗi đội cử hai thành viên thi đấu, thời gian xét kết quả thắng thua sẽ là tổng thời gian hai thành viên hoàn thành hạng mục. | Tôn Dũng (17 phút 50 (giây). | Lãng Giai Tử Úc (5 phút 20 giây) | Trần Tiểu Kiều (33 phút 1 giây) |
| Trí hành ứng cứu | Trong một Mê cung bất quy tắc, mỗi một lần di chuyển khối màu sẽ làm khối màu đi theo hướng chỉ định đến khi chạm mép tường mới có thể dừng lại và tô màu những ô đã đi qua. Tuyển thủ nội trong số bước đã quy định tô màu toàn bộ Mê cung. | Du Thần Tiệp | Trịnh Thư Hào | Vương Vũ Hiên thắng. |
| Thoắt ẩn thoắt hiện | Trên màn hình chiếu lại quá trình hình thành một bức Tranh chỉ đinh gồm 1 sợi chỉ nối quanh 150 cây đinh. Mỗi một bức Tranh chỉ đinh trải qua khoảng 2300 lần nối mà thành hình. Trong quá trình chiếu, những đoạn dây sẽ dần biến mất. Sau khi tuyển thủ quan sát xong tìm trong 48 bức tranh trên sân khấu tìm ra bức tranh chính xác, tìm sai bị phạt thời gian 60 giây. Mỗi đội cử ra 3 tuyển thủ thi đấu. Tuyển thủ này làm xong sẽ đến tuyển thủ còn lại trong đội đến khi cả 3 tuyển thủ đều hoàn thành phần thi. | | | |
| Thoắt ẩn thoắt hiện | Trên màn hình chiếu lại quá trình hình thành một bức Tranh chỉ đinh gồm 1 sợi chỉ nối quanh 150 cây đinh. Mỗi một bức Tranh chỉ đinh trải qua khoảng 2300 lần nối mà thành hình. Trong quá trình chiếu, những đoạn dây sẽ dần biến mất. Sau khi tuyển thủ quan sát xong tìm trong 48 bức tranh trên sân khấu tìm ra bức tranh chính xác, tìm sai bị phạt thời gian 60 giây. Mỗi đội cử ra 3 tuyển thủ thi đấu. Tuyển thủ này làm xong sẽ đến tuyển thủ còn lại trong đội đến khi cả 3 tuyển thủ đều hoàn thành phần thi. | Quách Hải Hân (41 giây) | Lãng Giai Tử Úc (16 phút 48 giây) | Triệu Kim Hạo (9 phút 19 giây) |
| Thoắt ẩn thoắt hiện | Trên màn hình chiếu lại quá trình hình thành một bức Tranh chỉ đinh gồm 1 sợi chỉ nối quanh 150 cây đinh. Mỗi một bức Tranh chỉ đinh trải qua khoảng 2300 lần nối mà thành hình. Trong quá trình chiếu, những đoạn dây sẽ dần biến mất. Sau khi tuyển thủ quan sát xong tìm trong 48 bức tranh trên sân khấu tìm ra bức tranh chính xác, tìm sai bị phạt thời gian 60 giây. Mỗi đội cử ra 3 tuyển thủ thi đấu. Tuyển thủ này làm xong sẽ đến tuyển thủ còn lại trong đội đến khi cả 3 tuyển thủ đều hoàn thành phần thi. | Du Thần Tiệp (1 phút 35 giây) | Cốc Thạnh (17 giây) | Lâu Vân Hạo (3 phút 48 giây) |
| Thoắt ẩn thoắt hiện | Trên màn hình chiếu lại quá trình hình thành một bức Tranh chỉ đinh gồm 1 sợi chỉ nối quanh 150 cây đinh. Mỗi một bức Tranh chỉ đinh trải qua khoảng 2300 lần nối mà thành hình. Trong quá trình chiếu, những đoạn dây sẽ dần biến mất. Sau khi tuyển thủ quan sát xong tìm trong 48 bức tranh trên sân khấu tìm ra bức tranh chính xác, tìm sai bị phạt thời gian 60 giây. Mỗi đội cử ra 3 tuyển thủ thi đấu. Tuyển thủ này làm xong sẽ đến tuyển thủ còn lại trong đội đến khi cả 3 tuyển thủ đều hoàn thành phần thi. | Tôn Dũng (2 phút 42 giây) | Trần Trí Cường (2 phút 38 giây) | Trần Tiểu Kiều (1 phút 33 giây) |
| Tổng thời gian trong toàn trận đấu | Tổng thời gian trong toàn trận đấu | 37 phút 50 giây, toàn đội tấn cấp | 58 phút 33 giây, 2 thành viên bị loại (cả đội quyết định loại Cốc Thạnh, Trịnh Thư Hào) | 57 phút 38 giây, 1 thành viên bị loại (cả đội quyết định loại Trần Tiểu Kiều) |

### Tập 12 (Ngày thi đấu cuối cùng)
Sau 16 giờ thi đấu liên tục, các tuyển thủ được nghỉ ngơi 6 giờ để chuẩn bị cho ngày thi đấu cuối cùng.   
| TUỐT ĐAO KHỎI VỎ Có ba vòng. Hai vòng đầu, các đội tự do quyết định thành viên xuất chiến. Tuyển thủ đứng hạng 1 sẽ giành chiến thắng, các tuyển thủ còn lại bị loại. Sau hai vòng, tất cả các tuyển thủ còn lại tham gia vòng thứ ba, đội nào có tuyển thủ đứng đầu sẽ là chiến đội vinh quang của mùa này. Ban giám khảo sẽ lựa chọn 1 thành viên trong Chiến đội này để trao Cup Não vương chi vương. | TUỐT ĐAO KHỎI VỎ Có ba vòng. Hai vòng đầu, các đội tự do quyết định thành viên xuất chiến. Tuyển thủ đứng hạng 1 sẽ giành chiến thắng, các tuyển thủ còn lại bị loại. Sau hai vòng, tất cả các tuyển thủ còn lại tham gia vòng thứ ba, đội nào có tuyển thủ đứng đầu sẽ là chiến đội vinh quang của mùa này. Ban giám khảo sẽ lựa chọn 1 thành viên trong Chiến đội này để trao Cup Não vương chi vương. | TUỐT ĐAO KHỎI VỎ Có ba vòng. Hai vòng đầu, các đội tự do quyết định thành viên xuất chiến. Tuyển thủ đứng hạng 1 sẽ giành chiến thắng, các tuyển thủ còn lại bị loại. Sau hai vòng, tất cả các tuyển thủ còn lại tham gia vòng thứ ba, đội nào có tuyển thủ đứng đầu sẽ là chiến đội vinh quang của mùa này. Ban giám khảo sẽ lựa chọn 1 thành viên trong Chiến đội này để trao Cup Não vương chi vương. | TUỐT ĐAO KHỎI VỎ Có ba vòng. Hai vòng đầu, các đội tự do quyết định thành viên xuất chiến. Tuyển thủ đứng hạng 1 sẽ giành chiến thắng, các tuyển thủ còn lại bị loại. Sau hai vòng, tất cả các tuyển thủ còn lại tham gia vòng thứ ba, đội nào có tuyển thủ đứng đầu sẽ là chiến đội vinh quang của mùa này. Ban giám khảo sẽ lựa chọn 1 thành viên trong Chiến đội này để trao Cup Não vương chi vương. | TUỐT ĐAO KHỎI VỎ Có ba vòng. Hai vòng đầu, các đội tự do quyết định thành viên xuất chiến. Tuyển thủ đứng hạng 1 sẽ giành chiến thắng, các tuyển thủ còn lại bị loại. Sau hai vòng, tất cả các tuyển thủ còn lại tham gia vòng thứ ba, đội nào có tuyển thủ đứng đầu sẽ là chiến đội vinh quang của mùa này. Ban giám khảo sẽ lựa chọn 1 thành viên trong Chiến đội này để trao Cup Não vương chi vương. |
| Thử thách | Nội dung | Kết quả | Kết quả | Kết quả |
| Thử thách | Nội dung | Chiến đội Dương Dịch | Chiến đội Trần Trí Cường | Chiến đội Lâu Vân Hạo |
| --- | --- | --- | --- | --- |
| Kim tự tháp Louvre bốn màu | Trên chiếc bàn kính là móng của Kim tự tháp 8 tầng và 113 Khối lập phương với các màu sắc khác nhau. Tuyển thủ cần tuân theo Định lý bốn màu đem 85 Khối lập phương còn lại lắp đầy lên Kim tự tháp, trong đó đáy của Kim tự tháp đã được cố định sẵn bởi 28 Khối lập phương. Người hoàn thành đầu tiên sẽ giành chiến thắng.                                                                            | Dương Dịch (46 phút 51,16 giây) | Lãng Giai Tử Úc (đáp án sai) | Vương Vũ Hiên (đáp án sai) |
| Liên động quy vị | Trong một bàn cờ dị hình, phân bố khối lập phương với các màu sắc khác nhau. Khi một khối di chuyển, tất cả các khối khác cũng di chuyển theo cùng hướng. Tuyển thủ nào đưa tất cả khối về vị trí của nó đầu tiên sẽ thắng. | Tôn Dũng (8 phút 42,43 giây) | Trần Trí Cường | Lâu Vân Hạo |
| Ma trận Euler | Tuyển thủ cần dựa vào ảnh màu đã cho ban đầu, trong 42 bức ảnh trên sân khấu tìm ra 5 bức ghép chồng lên với nhau để tạo ra Ma trận Euler hoàn chỉnh giống ảnh màu ban đầu sao cho màu sắc bên trong và bên ngoài của các ô cùng hàng, cùng cột không bị trùng lặp. Người đáp đúng 5 ảnh đầu tiên sẽ thắng. Đáp sai bị phạt 30 giây/bức ảnh.                                                             | Dương Dịch (30 phút 17 giây) | Toàn đội đã bị loại | Triệu Kim Hạo (4 ảnh) |
| Ma trận Euler | Tuyển thủ cần dựa vào ảnh màu đã cho ban đầu, trong 42 bức ảnh trên sân khấu tìm ra 5 bức ghép chồng lên với nhau để tạo ra Ma trận Euler hoàn chỉnh giống ảnh màu ban đầu sao cho màu sắc bên trong và bên ngoài của các ô cùng hàng, cùng cột không bị trùng lặp. Người đáp đúng 5 ảnh đầu tiên sẽ thắng. Đáp sai bị phạt 30 giây/bức ảnh.                                                             | Quách Hải Hân (2 ảnh) | Toàn đội đã bị loại | Triệu Kim Hạo (4 ảnh) |
| Ma trận Euler | Tuyển thủ cần dựa vào ảnh màu đã cho ban đầu, trong 42 bức ảnh trên sân khấu tìm ra 5 bức ghép chồng lên với nhau để tạo ra Ma trận Euler hoàn chỉnh giống ảnh màu ban đầu sao cho màu sắc bên trong và bên ngoài của các ô cùng hàng, cùng cột không bị trùng lặp. Người đáp đúng 5 ảnh đầu tiên sẽ thắng. Đáp sai bị phạt 30 giây/bức ảnh.                                                             | Tôn Dũng (2 ảnh) | Toàn đội đã bị loại | Triệu Kim Hạo (4 ảnh) |
| Ma trận Euler | Tuyển thủ cần dựa vào ảnh màu đã cho ban đầu, trong 42 bức ảnh trên sân khấu tìm ra 5 bức ghép chồng lên với nhau để tạo ra Ma trận Euler hoàn chỉnh giống ảnh màu ban đầu sao cho màu sắc bên trong và bên ngoài của các ô cùng hàng, cùng cột không bị trùng lặp. Người đáp đúng 5 ảnh đầu tiên sẽ thắng. Đáp sai bị phạt 30 giây/bức ảnh.                                                             | Du Thần Tiệp (4 ảnh) | Toàn đội đã bị loại | Triệu Kim Hạo (4 ảnh) |

Kết quả chung cuộc chiến đội Dương Dịch chiến thắng. Ban giám khảo cũng chọn ra Dương Dịch là Não vương chi vương và Giải nỗ lực dành cho Lâu Vân Hạo.

## Khách mời
| Tập            | Khách mời |
| -------------- | --- |
| Cả mùa         | Lưu Duy Nhân viên văn phòng công chứng Nam Kinh Thạch Thành (giám sát các phần thi): Vương Tịnh, Cát Tiểu Đông                             |
| 1, 2, 5        | Quách Kỳ Lân |
| 1, 3, 4, 6     | Vương Tổ Lam |
| 2, 4, 5, 6, 7, | Đào Tinh Doanh |
| 4              | Vợ chồng Lang Lãng và Cát Na |
| 5              | Lý Vũ Xuân |
| 6, 7, 8        | Tạ Đình Phong |
| 9              | Trương Nhược Quân Học viện ALIBABA DAMO: Hoa Tiên Thắng, Yên Chí Kiệt                                                                      |
| 10, 11, 12     | Nghiên cứu viên Đại học giao thông Thượng Hải - khoa Máy tính: Giáo sư Lư Sách Ngô Viện sĩ Viện Khoa học Trung Quốc: Giáo sư Thi Nhất Công |
| 11, 12         | Nghiên cứu sinh Đại học Tây Hồ: Giáo sư Ngô Kiến Bình.                                                                                     |

## Tài trợ
TikTok
Tương đậu nành Hải Thiên - Chưng, hầm, nhúng, xào, trộn. Kiểu nào cũng ngon